# 第617中隊 (イギリス空軍)
第617中隊（だい617ちゅうたい、No. 617 Squadron）は、第二次世界大戦中にドイツの工業地帯の貯水池ダムを破壊する「ダムバスターズ」として名を馳せたイギリス空軍の部隊。第617飛行中隊（en）とも訳される。
現在も第617中隊は存続しイングランドのマーハム基地（RAF Marham）に駐留し、作戦機としてF-35BライトニングIIを使用している。

## 第二次世界大戦での戦歴

### 創設
第二次世界大戦中の1943年3月15日、スキャンプトン空軍基地の第5爆撃機集団（No 5 Bomber Group)に第617中隊が設けられた。 目的はドイツの兵器生産の中心地のルール工業地帯に工業用水や電力を供給するメーネ・ダム、エーデル・ダム、ゾルペ・ダムを破壊することであった。初代指揮官はガイ・ギブソン中佐、すでに殊勲章(en)と空軍殊勲章(en)を受章するほどの実戦経験があった。
中佐は、ドイツのダムを特殊な爆撃法で攻撃する作戦の詳細を知らされずに隊の編制にあたったが、特殊な爆撃を行うために地上要員も含めて、要員には優秀な者を選抜した。

### チャスタイズ作戦
ダム破壊作戦はチャスタイズ作戦と名付けられ、1943年5月17日に敢行された。中隊は、バーンズ・ウォリス技師が開発した反跳爆弾(en）を使用して成功を収めた。この功により、ガイ・ギブソンにビクトリア十字勲章が授与された。
チャスタイズ作戦の成功を記念し、5月27日に第617中隊のバッジが制定された。破壊されたダムの堰堤から水が溢れ出る情景を描写し、部隊訪問中のキング・ジョージ6世にも承認された。

### トールボーイとグランドスラム
1943年後半、中隊はギブソンからレオナルド・チェシャに引き継がれた。チェシャも標準的なパスファインダー部隊(en)の誘導より精度を要求される特別な爆撃目標への特定技術にも貢献した。最終的にチェシャは、標的をマスタング戦闘機により特定させている。
終戦まで中隊は精密爆撃のスペシャリストとして戦闘行動を継続した。また、特殊爆弾として、トールボーイとグランドスラムの二種の「地震爆弾」を使用した。これを使った作戦は、部隊編成に特別な注意を払わなければならなかった上に多数の喪失機を出したが、ドイツ軍の要塞やインフラ施設を破壊することに成功した。詳しい戦歴はトールボーイを参照の事。

### ティルピッツ作戦
数々の作戦の中でも、特筆に値するものとしてドイツの戦艦ティルピッツへの攻撃がある。ティルピッツは、ノルウェーの北部のフィヨルド地帯に移動し、北極海の連合軍輸送船団に対する脅威であったが、イギリス本土からは遠すぎて作戦行動範囲内になかった（第二次世界大戦中の北極海における輸送船団）。ティルピッツはすでに、イギリス海軍のX艇による攻撃（ソース作戦）や艦隊航空隊による攻撃（タングステン作戦など）で損傷を受けていた。しかし、どちらの攻撃も沈没するほどの損傷は与えられなかった。
1944年9月15日、ティルピッツをトールボーイ爆弾によって攻撃する命令が下され、第9および第617中隊がソ連国内の基地に移動し、同基地から攻撃した。この攻撃でティルピッツは大きな損傷を受け、南のトロムセ・フィヨルドへ修理のための移動を余儀なくされた。このフィヨルドはスコットランドからの作戦行動範囲内にあったので、二中隊は10月にスコットランドに戻り、幾度かの不成功の後、11月12日の攻撃でついにティルピッツを撃沈、横転沈没させる事に成功した。ティルピッツに対するこれらの作戦は、J.B. "ウィリー" タイト中佐により指揮された。

### その後
第617中隊は対日戦への投入も準備され、「九州と本州の連絡を遮断する」任務（関門鉄道トンネル攻撃と思われる）につく予定であったが、広島と長崎に「もっと強力な爆弾」が投下され、日本が無条件降伏したために実現しなかった。
第617中隊の活躍は、「ダムバスターズ」と名付けられた本や映画になった。また「ダムバスターズ・マーチ」が作曲された。この曲はイギリス空軍中央軍楽隊により演奏されており、現在ではCDで入手することができる。
第二次世界大戦後、1958年5月1日にアブロ バルカンが配備され、現在はF-35Bが配備されている。

## 現在
マーハム基地に駐屯している。第617中隊は現在においてもパイオニアとしての地位を与えられており、2003年からのイラク戦争において、MBDA社のSCALP-EG/ストーム・シャドウ巡航ミサイルを最初に発射している。現在は、イギリス空軍でF-35Bを配備した最初の飛行隊として活動している。なお、イギリス空軍の最初の女性ジェット・パイロットは1994年8月に第617中隊に配属された。
現在同中隊はイギリス海軍、イギリス空軍の兵員からなり、イギリス海軍の空母クイーン・エリザベス (空母)にアメリカ海兵隊の第211海兵戦闘攻撃中隊とともに配備されている。

## 使用作戦機の経歴
- 1943年から：アブロ ランカスター
- 1946年から：アブロ リンカーン
- 1952年から：イングリッシュ・エレクトリック キャンベラ
- 1958年から：アブロ バルカン
- 1983年から：パナビア・トーネード
- 2018年から：F-35B

## 文献
- 鈴木五郎（著）、『アブロ　ランカスター；ナチを崩壊させた英空軍爆撃機』、サンケイ新聞社出版局、1979年
- Max Hastings（著）、英空軍の爆撃作戦について詳しく記述されている、 Bomber Command, Pan Books, 1981, ISBN 0-330-26236-X
- Chaz Bowyer（著）、 Bomber Group at War, Ian Allan, 1981, ISBN 0-7110-1087-0
- Edward Bishop（著）、『戦闘爆撃機　モスキート；英軍の秘密急襲兵器』、サンケイ新聞社出版局、1983年
- Andrew Brooks（著）、Bomber Squadron at War, Ian Allan, 1983, ISBN 0-7110-1279-2
- Paul Blickhill（著）、矢嶋由哉（訳）、『暁の出撃』、朝日ソノラマ、1991年、ISBN 4-257-17235-5

## 映画
- 『暁の出撃』（原題：The Dam Busters）、英国映画、マイケル・アンダーソン監督、1955年、アソシエーテッド・ブリティシュ